# Rockport (Maine)
Rockport es un pueblo ubicado en el condado de Knox en el estado estadounidense de Maine. En el Censo de 2010 tenía una población de 3.330 habitantes y una densidad poblacional de 38,56 personas por km².

## Geografía
Rockport se encuentra ubicado en las coordenadas 44°10′11″N 69°5′36″O / 44.16972, -69.09333. Según la Oficina del Censo de los Estados Unidos, Rockport tiene una superficie total de 86.35 km², de la cual 56.04 km² corresponden a tierra firme y (35.1%) 30.31 km² es agua.

## Demografía
Según el censo de 2010, había 3.330 personas residiendo en Rockport. La densidad de población era de 38,56 hab./km². De los 3.330 habitantes, Rockport estaba compuesto por el 97.57% blancos, el 0.27% eran afroamericanos, el 0.51% eran amerindios, el 0.42% eran asiáticos, el 0% eran isleños del Pacífico, el 0.03% eran de otras razas y el 1.2% pertenecían a dos o más razas. Del total de la población el 1.14% eran hispanos o latinos de cualquier raza.